# 1910 v hudbě
Na této stránce naleznete seznam událostí souvisejících s hudbou, které proběhly roku 1910.

## Události
- 13. ledna - První rozhlasový přenos z Metropolitní opery. Zpívali Ema Destinnová a Enrico Caruso [1]
- 08. února - Pět vět pro smyčcový kvartet Antona Weberna mělo premiéru ve Vídni. Třetí věta má jen 35 sekund.[1]
- 20. února - Orchestrální suita Iberia Claude Debussyho má premiéru v Paříži. Patří do cyklu Obrazy.[1]
- 21. února - Suita pro orchestr Fis moll, op.19 Ernst von Dohnányiho měla premiéru v Budapešti. Dirigoval autor.[1]
- 26. března - Finská fantazie Alexandra Glazunova měla premiéru v Petrohradu.[1]
- 06. dubna - Premiéry Letní rapsodie a Písně Západu Gustava Holsta  v Londýně.[1]
- 06. září - Symfonie č.8 Es dur Gustava Mahlera měla premiéru v Mnichově.[1]
- 12. října - Symfonie č. 1 Ralpha Vaughana Williamse měla premiéru na Leedském festivalu.[1]
- 10. listopadu - Houslový koncert Edwarda Elgara měl premiéru v Londýně. Diriguje autor, sólistou byl Fritz Kreisler[1]
- 17. listopadu - Piano trio D dur, Op.1 Ericha Wolfganga Korngolda mělo premiéru v New Yorku. [1]

## Opera a balet
- 15. ledna - Premiéra opery Ruggera Leoncavalla Maia v Římě. Dirigoval Pietro Mascagni.[2]
- 22. ledna - Opera Der Schleier der Pierrette ("Pierrettin závoj") od maďarského skladatele Ernesta von Dohnanye v Drážďanské opeře.[2]
- 19. února - Premiéra opery Don Quichotte Jules Massenta v hlavní roli s Fjodorem Šaljapinem v Monte Carlu.[2]
- 28. února - Představení baletu Coppélia skladatele Leo Delibes v Metropolitní opeře v New Yorku s primabelerínou Annou Pavlovou při první návštěvě Ruského baletu v USA. [3]
- 05. března - Balet Carneval choreografa Michala Fokina na hudbu Roberta Schumanna měl premiéru v Petrohradu. [3]
- 17. března - Premiéra opery Mese mariano Umberta Giordana v sicilském Palermu.[2]
- 04. června - Sergej Pavlovič Ďagilev se svým Ruským baletem uvedl v Berlíně premiéru baletu Šeherezáda choreografa Michala Fokina. Hudba Nikolaj Andrejevič Rimskij-Korsakov.[3]
- 24. června - Premiéra prvního baletu Igora Stravinského Pták ohnivák v Paříži. V choreografii Michala Fokina hlavní roli tančil Vaslav Nijinsky.[3]
- 04. října - Premiéra opery Der Schneemann ("Sněhulák") skladatele Ericha Wolfganga Korngolda v Théâtre national de l'Opéra-Comique  v Paříži.[4]
- 20. listopadu - Premiéra tříaktové opery Semiramis od Ottorino Respighi v Bologni.[4]
- 30. listopadu - Opera Ernesta Blocha Macbeth podle divadelní hry Williama Shakespeara měla premiéru v Théâtre national de l'Opéra-Comique v Paříži.[4]
- 02. prosince - Premiéra opery Kleider machen Leute ("Šaty dělají člověka") skladatele Alexandra von Zemlinského ve Vídni.[5]
- 10. prosince - Premiéra opery Děvče ze Západu Giacoma Pucciniho v Metropolitní opeře v New Yorku. Úspěšnou premiéru dirigoval Arturo Toscanini, zpívali Ema Destinnová a Enrico Caruso [5]
- 28. prosince - Premiéra pohádkové opery Die Königskinder ("Královské děti") Engelberta Humperdincka v Metropolitní opeře v New Yorku. [5]

## Narození
- 23. ledna – Django Reinhardt, belgický kytarista († 16. května 1953)
- 3. února – Blas Galindo, mexický hudební skladatel († 19. dubna 1993)
- 9. března – Samuel Barber, americký hudební skladatel († 23. ledna 1981)[6]
- 8. května – Mary Lou Williams, americká klavíristka († 28. května 1981)
- 12. května – Gordon Jenkins, americký hudební skladatel a klavírista († 1. května 1984)
- 14. května – Jiří Sternwald, český hudební skladatel († 19. prosince 2007)
- 23. května – Artie Shaw, americký klarinetista († 30. prosince 2004)
- 28. května – T-Bone Walker, americký zpěvák a kytarista († 16. března 1975)
- 10. června – Howlin' Wolf, americký bluesový zpěvák († 10. ledna 1976)
- 17. června – H. Owen Reed, americký hudební skladatel
- 18. června – Ray McKinley, americký bubeník († 7. května 1995)
- 27. června – Karel Reiner, český hudební skladatel a klavírista († 17. října 1979)
- 10. července – Rafael Cepeda, portorický hudebník († 21. července 1996)
- 12. července – Ludvík Pelíšek, český hudební skladatel († 30. července 1953)
- 15. července – Ronald Binge, britský hudební skladatel († 6. září 1979)
- 7. srpna – Freddie Slack, americký klavírista († 10. srpna 1965)
- 22. září – Klement Slavický, český hudební skladatel († 4. září 1999)
- 1. října – André Dumortier, belgický klavírista († 3. září 2004)
- 4. října – Zdeněk Kaňák, český dirigent, sbormistr a pedagog († 4. října 1991)
- 22. listopadu – Ethel Smith, americká varhanice († 10. května 1996)
- 15. prosince – John H. Hammond, americký hudební producent († 10. července 1987)

## Úmrtí
- 31. ledna – Gustav Walter, český operní pěvec (* 11. února 1834)
- 12. března – Antonín Vojtěch Horák, český hudební skladatel (* 7. července 1875)
- 17. března – Joaquín Valverde Durán, španělský hudební skladatel a flétnista (* 27. února 1846)
- 28. března – Édouard Colonne, francouzský dirigent a houslista (* 23. července 1838)
- 29. května – Milij Alexejevič Balakirev, ruský hudební skladatel (* 2. ledna 1837)
- 7. července – Emilio Usiglio, italský hudební skladatel a dirigent (* 8. ledna 1841)
- 12. července – Břetislav Lvovský, český kontrabasista a hudební skladatel (* 10. září 1857)
- 14. července – Marius Petipa, francouzský choreograf, působící v Rusku (* 11. března 1818)[7]